# Trevor Svajda
Trevor Svajda (* 3. März 2006 in La Jolla, San Diego, Kalifornien) ist ein US-amerikanischer Tennisspieler.

## Persönliches
Trevor Savjda wurde als Sohn von Tom und Anita Savjda geboren. Er hat zwei Brüder, Todd und Zach. Letzterer ist wie er Tennisspieler. Trevor wird von seinem Paten Matt Hanlin trainiert und wurde zu Hause unterrichtet.

## Karriere
Svajda spielte bis 2023 nur wenige Matches auf der ITF Junior Tour und erreichte Platz 213 in der Junior-Rangliste. In seinem Jahrgang war er 2023 der am höchsten eingeschätzte Blue Chip. Bei den von der United States Tennis Association (USTA) ausgetragenen U18-Meisterschaften der USA erreichte er 2023 das Endspiel, wodurch er eine Wildcard für die Qualifikation der US Open erhielt. Er verlor dort in der ersten Runde gegen James Duckworth in zwei Sätzen.
2023 begann Svajda ein Studium an der Southern Methodist University, wo er auch College Tennis spielte. Er erwägt, wenn möglich, das Studium zugunsten einer sofortigen Tenniskarriere zu pausieren. Während seiner Studienzeit nimmt er weiterhin in unregelmäßigen Abständen an Profiturnieren teil. 2024 gewann er auf der drittklassigen ITF Future Tour den ersten Protititel. Auch auf der ATP Challenger Tour erzielte er erste Erfolge: in Indian Wells besiegte er die Nummer 266 der Welt, Tennys Sandgren, Mitte des Jahres schaffte er den erstmaligen Einzug in ein Viertelfinale in Little Rock. Das Debüt auf der ATP Tour gab Svajda Anfang 2025 dank einer Wildcard bei den Dallas Open, als er gegen den Qualifikanten Ethan Quinn in zwei Sätzen verlor. Platz 591 ist seine bislang höchste Platzierung in der Weltrangliste.